# Fritz von Friedlaender-Fuld
Friedrich (Fritz) Viktor Friedlaender, ab 1906 von Friedlaender-Fuld (* 30. August 1858 in Gleiwitz, Oberschlesien; † 16. Juli 1917 auf Gut Lanke, Mark Brandenburg) war ein deutscher Unternehmer der Montanindustrie.

## Familie
Er war der Sohn des jüdischen Kaufmanns Emanuel Friedlaender, Inhaber der gleichnamigen Kohlengroßhandlung in Gleiwitz, selbst aber 1898 zum Protestantismus konvertiert.

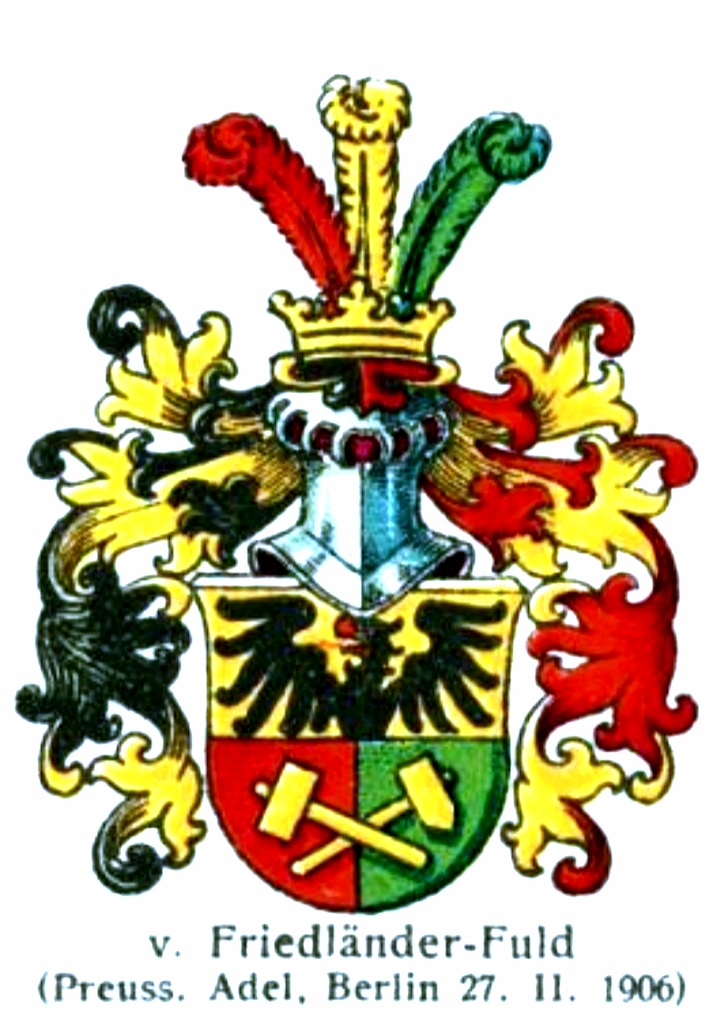
Das 1906 im Adelsbrief festgelegte Familienwappen

Friedlaender war verheiratet mit Milly Antonia Fuld (1866–1943). Der beiden Tochter Marie-Anna (1892–1973), eine Briefpartnerin des Dichters Rainer Maria Rilke (1875–1926), war in erster Ehe mit dem britischen Adligen John Mitford (aus dem Haus der Barone Redesdale) verheiratet, heiratete in zweiter Ehe den Diplomaten und letzten Außenminister des Deutschen Kaiserreichs Richard von Kühlmann (1873–1948) und schließlich in dritter Ehe Rudolph von Goldschmidt-Rothschild (1881–1962), den zweiten Sohn des Frankfurter Bankiers Maximilian Freiherr von Goldschmidt-Rothschild (1843–1940).
Friedlaender wurde am 27. Februar 1906 mit Diplom vom 7. Februar 1910 als königlich preußischer Geheimer Kommerzienrat und Fideikommissherr auf Gut Groß-Gorschütz im oberschlesischen Landkreis Ratibor in den preußischen Adelsstand erhoben mit Namensführung „von Friedlaender-Fuld“ (Namenszusatz nach seiner Ehefrau).

## Leben
Friedlaender war ein oberschlesischer Kohlenmagnat und gilt als Begründer der oberschlesischen Koksindustrie in Hindenburg. Auf dem Gelände der Königin-Luise-Grube entstanden 1884 an den Schächten „Poremba“ und „Skalley“ die ersten modernen Kokereien, die neben Koks auch Ammoniak und Benzol produzierten. Zusätzlich baute er mehrere Kohlengruben im Rybniker Steinkohlenrevier sowie Anlagen der chemischen Industrie in Oberschlesien. Mit Partnern gründete er später die Oberschlesische Kokswerke und Chemische Fabriken AG, die er an die Börse brachte. Ab 1894 verlegte er seine wirtschaftlichen Aktivitäten in die Niederlausitz, wo er sein Kapital in die Braunkohlenförderung investierte. Für ca. 900.000 Mark erwarb er in Poley die Braunkohlengrube Bismarck mit Nebenanlagen (Brikettfabrik, Ziegelei usw.). 1897 investierte Friedländer in den Aufschluss der „Grube Milly“ in Bockwitz, wo 1898 auch der Bau einer Brikettfabrik erfolgte. Beide Betriebe wurden zur Grundlage der von ihm im Jahre 1900 gegründeten Braunkohlen- und Brikettindustrie AG, kurz BUBIAG, mit Sitz in Berlin.
Auf Ersuchen des Bergassessors Otto Spinzig gründete er am 21. Januar 1913 eine Aktiengesellschaft zum Betrieb einer Kupfergrube im norwegischen Bjørkåsen.
Mit seinem Vermögen von geschätzten 46 Millionen Mark galt er als einer der reichsten Menschen in Deutschland. Er war Mitglied zahlreicher Aufsichtsräte, unter anderen der Deutsche Bank AG (um 1912–1915), war Mitglied im Zentralausschuss Reichsbank und niederländischer Generalkonsul. Außerdem war er in den Jahren 1916 bis 1917 eines der ersten Mitglieder jüdischer Abstammung im Preußischen Herrenhaus. 1891 trat er der Berliner Gesellschaft der Freunde bei. In Anerkennung seiner wirtschaftlichen Erfolge erhielt er den Titel Geheimer Kommerzienrat.
In Berlin bewohnte Friedlaender das 1895/1896 vom Architekten Ernst von Ihne erbaute Friedlaender-Palais, Pariser Platz 5a. Auch Haus und Grundstück Pariser Platz 6, die später seine Tochter Marie-Anna erbte, gehörten ihm. Zuvor hatte Friedlaender 1894 das Gut Lanke von den Erben des Großgrundbesitzers Friedrich Wilhelm Graf von Redern (1802–1883), Generalintendant der Königlichen Bühnen von Berlin,  gepachtet. Als das Gut Lanke mit dem größten Teil der gräflichen Redern’schen Besitzungen im Jahr 1914 an die Stadt Berlin verkauft wurde, blieb Friedlaender weiterhin Pächter dieses Gutes. Er ließ von einem Verwalter und einem Oberförster verwalten. Er verzichtete auf sein Vorkaufsrecht, ließ sich aber vom Magistrat von Berlin das Wohnrecht und das Pachtverhältnis auf 25 Jahre garantieren. Spätestens ab Ende der 1920er Jahre gehörte es aber der Berliner Stadtgüter GmbH.
Die Urne mit der Asche von Friedrich von Friedlaender-Fuld wurde 1917 auf dem Friedhof III der Jerusalems- und Neuen Kirche in Berlin-Kreuzberg in einem repräsentativen, bereits 1910–1911 von William Müller entworfenen Mausoleum beigesetzt. Die Urne wurde 1947/1948 von den Nachkommen ins Ausland überführt.